# Lehrbuch der Orthographie

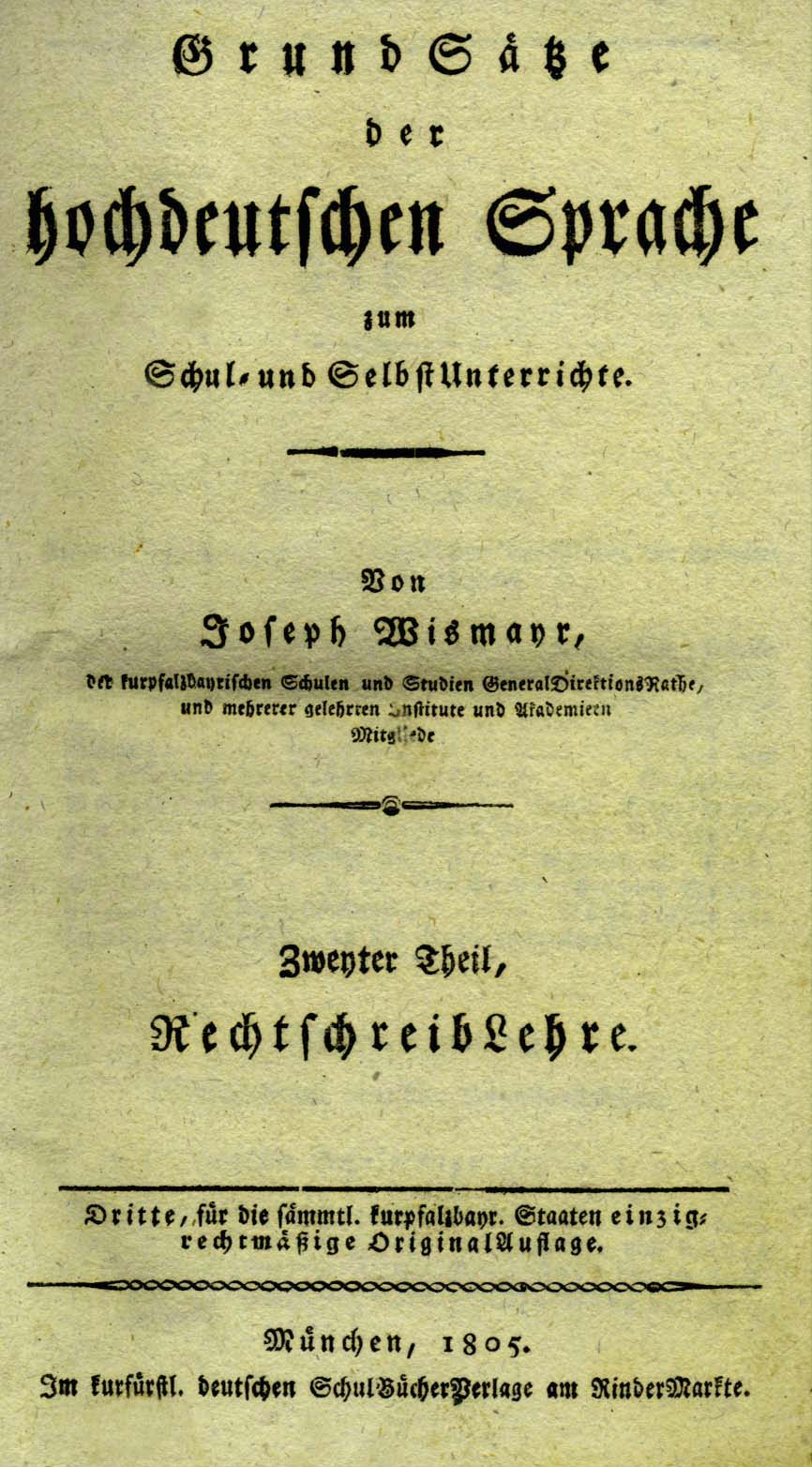
Joseph Wismayrs Rechtschreiblehre 1805

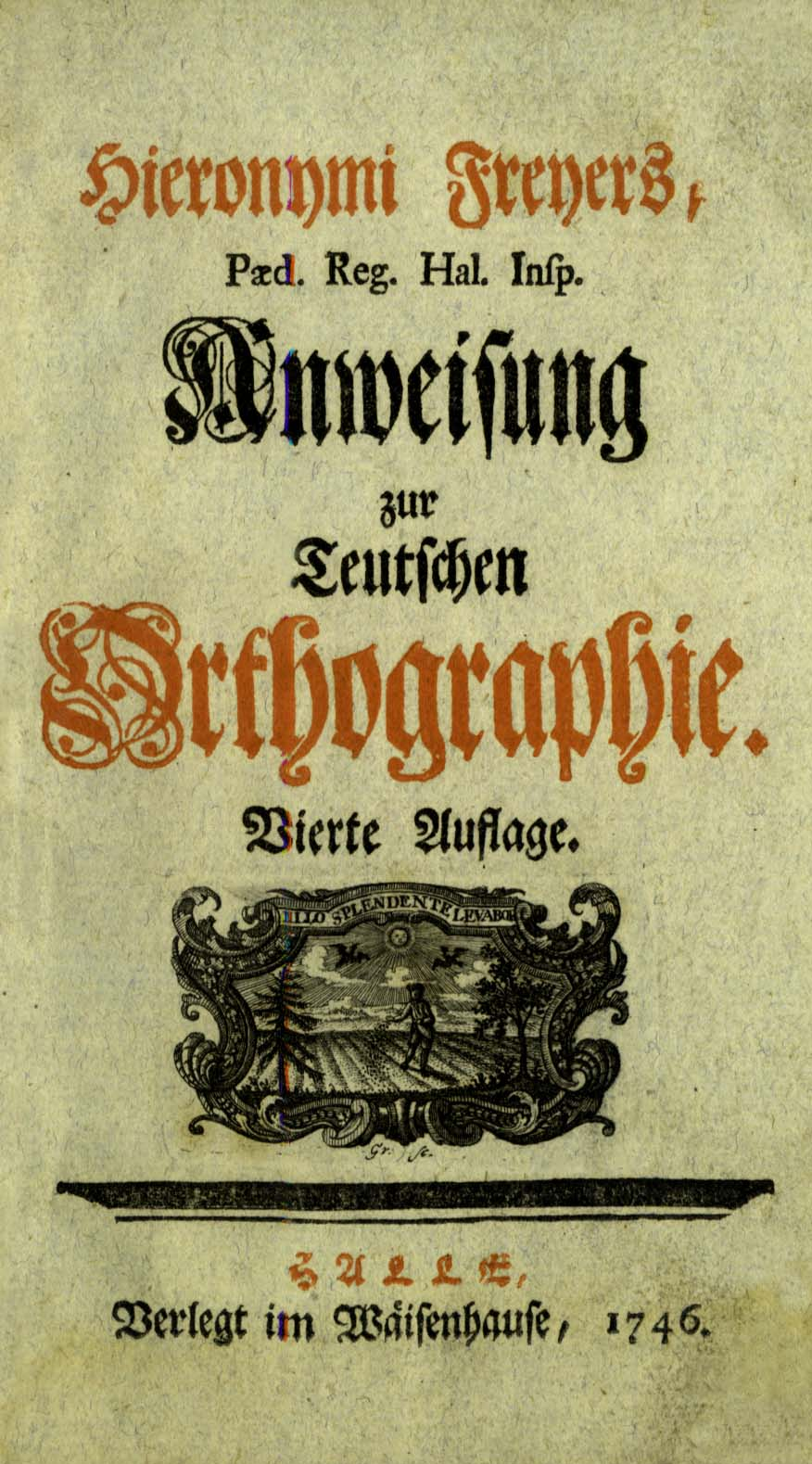
Hieronymus Freyers Anweisung zur Teutschen Orthographie 1746

Ein Lehrbuch der Orthographie (auch orthographisches Lehrbuch, Lehrbuch der Rechtschreibung oder Rechtschreiblehre) lehrt in pädagogischer und systematischer Weise die Schreibregeln einer Sprache. 

## Abgrenzung
Lehrbücher der Orthographie sind abzugrenzen gegen Schreiblehrbücher, Lesebücher, orthographische Wörterbücher und Regelbücher für die Rechtschreibung. 
In Schreiblehrbüchern und Lesebüchern wird nach den gültigen Regeln das Schreiben und Lesen an sich gelehrt. In orthographischen Wörterbüchern werden alle Wörter in der gültigen Schreibweise alphabetisch aufgelistet. In Regelbüchern für die Rechtschreibung werden die orthographischen Regeln systematisch dargestellt. 
Ein Lehrbuch der Orthographie hingegen möchte den Leser in pädagogischer und systematischer Weise in die Lage versetzen, ohne die Benutzung eines Wörterbuchs selbst die gültige Schreibung aller Wörter zu kennen oder ableiten zu können.
Es gibt zwischen diesen Werken zahlreiche Kombinationsformen, und darüber hinaus gab es in den Zeiten, in denen die Schreibregeln allgemein geändert bzw. vereinheitlicht wurden, Werke, die lediglich mit den jeweiligen Änderungen vertraut gemacht haben. Dies war um 1880, 1901 und 1996 der Fall und geschah sowohl auf pädagogische Weise als auch systematisch mit vergleichenden Listen.

## Geschichte
Vor dem Erscheinen der ersten Lehrbücher der Orthographie waren die Rechtschreiblehren in der Regel ein Bestandteil oder ein Anhang von Briefstellern. 
- 1722 erscheint Hieronymus Freyers Anweisung zur Teutschen Orthographie. Im ersten Teil werden die Regeln der Orthographie in pädagogischer Gliederung behandelt. Im zweiten Teil werden die Regeln angewendet.
- 1722 erscheint Heinrich Volck von Wertheims Gantz neue und deutl. Anweisung zur Schreibe-Kunst, welche bestehet in der CALLIGRAPHIA Oder Schönschreibe-Kunst, ORTHOGRAPHIA Oder Rechtschreibe-Kunst, TACHYGRAPHIA Oder Geschwindschreibe-Kunst, STYLOGRAPHIA Oder Verbindungsschreibe-Kunst, Aus welchen Vier Stücken eigentlich das gantze Band der Schreibe-Kunst nach seinen Unterricht und Gebrauch bestehet.
- 1725 erscheint Thomas Hoffmanns Anweisung zur Orthographie, so fern dieselbe auf eine genaue Unterscheidung der gleichlautenden Wörter ankömmt, Nach alphabetischer Ordnung, In nützlichen und lustigen Exempeln, [...] Zum Gebrauche der Jugend in den Trivial-Schulen, Die unter der Anführung eines geschickten Lehrers zu einer rechten Schreib-Art hierdurch gleichsam spielend geleitet wird, Ingleichen für alle und iede, die etwas richtiger zu schreiben begehren.
- 1725 erscheint Johann Burkhard Menkes Kurtzgefasste Allerneueste Unterweisung in der Rechtschreibe-Kunst.
- 1745 erscheint Johann Gottlieb Vorsatz’ Anweisung zur Deutschen Rechtschreibung, Nach den kritischhistorischen Beyträgen der Deutschen Gesellschaft in Leipzig abgefasset.
- 1750 erscheint unter dem Pseudonym Theophilus eine Anweisung zur Orthographie.
- 1788 erscheint Johann Christoph Adelungs Vollständige Anweisung zur Deutschen Orthographie.
- 1796 erscheint Joseph Wismayrs Rechtschreiblehre als der zweite Teil der Grundsätze der hochdeutschen Sprache.
- 1803 erscheint Johann Christian August Heyses Hülfsbuch zur Erlernung und Beförderung einer richtigen Deutschen Aussprache und Rechtschreibung; auch als Stoff zu Vorschriften, nützlichen Verstandes- und Styl-Übungen zu gebrauchen. Für den häuslichen und öffentlichen Unterricht.
- 1807 erscheinen Johann Christoph Friedrich Baumgartens Orthographische Vorlegeblätter und Uebungsstücke. Ein Hülfsmittel zur Erleichterung und Beförderung des Unterrichts in der Rechtschreibung.
- 1820 erscheint Joseph Amlers Practische Anleitung die allgemeinsten Regeln der Deutschen Rechtschreibung der Jugend auf eine sehr leichte Art beyzubringen, in Gesprächen, und mit vielen nach jeder Regel passend gewählten Sätzen, zur Übung im Dictandoschreiben, für Lehrer an Trivialschulen.
- 1832 erscheint Raimund Jakob Wursts Sprachdenklehre für Volksschulen mit einem Anhang Von der Schriftsprache, einer kleinen Rechtschreiblehre.
- 1857 erscheinen Karl Klaunigs Regeln und Wörterverzeichnis für deutsche Rechtschreibung für den Gebrauch der Schüler und Schülerinnen der allgemeinen Bürger- und städtischen Realschule zu Leipzig. Dieses Lehrbüchlein ist nicht pädagogisch aufgebaut, sondern systematisch.
- Ab 1861 erscheinen in den deutschen Staaten amtliche Regelwerke für die Rechtschreibung, mit denen man die Rechtschreibung erlernen kann, die aber nicht pädagogisch aufgebaut sind und nicht als Lehrbuch im engeren Sinn angesehen werden können.
- 1879 erscheint Friedrich Hoffmanns Gemeinübliche Deutsche Rechtschreibung.
- 1895 erscheint Günther Saalfelds Katechismus der Rechtschreibung.
- 1910 erscheint ein Standardwerk: Joseph Lammertz’ Vollständige Rechtschreiblehre. Das Werk erscheint bis 1962 in 19 Auflagen.
- 1935 erscheint Waldemar Straubes Die Rechtschreibschule und es werden bis zum Ende des 20. Jahrhunderts über 100 Auflagen gedruckt.

## Lehrbücher der Orthographie (Auswahl)

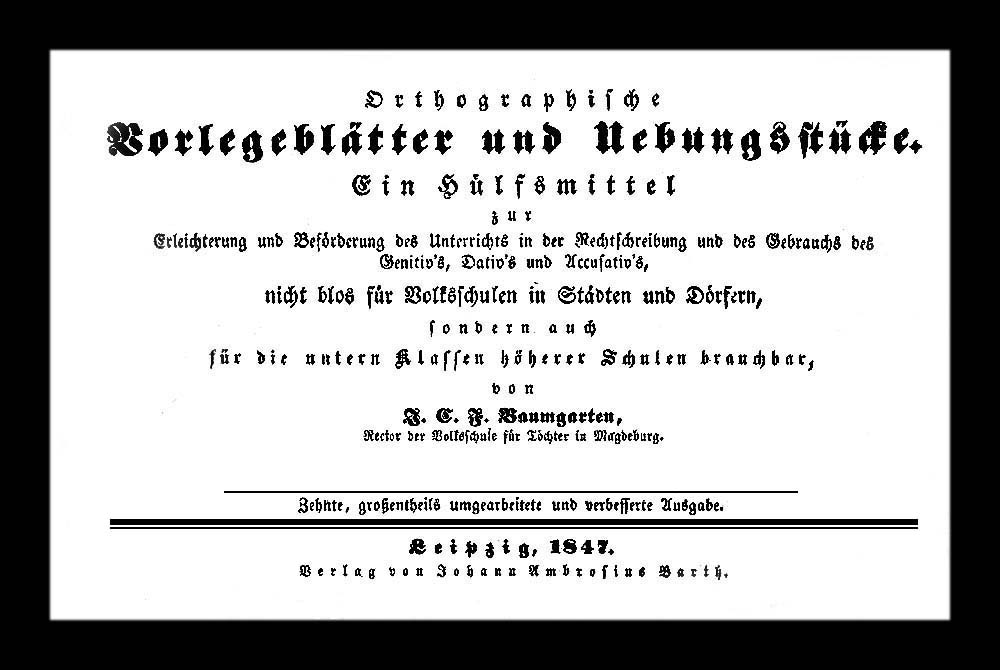
Johann Christoph Friedrich Baumgarten: Orthographische Vorlegeblätter (10. Auflage. 1847)

- Johann Christoph Adelung: Vollständige Anweisung zur Deutschen Orthographie. Leipzig 1788.
- Joseph Amler: Practische Anleitung die allgemeinsten Regeln der Deutschen Rechtschreibung der Jugend auf eine sehr leichte Art beyzubringen. Graz 1807.
- Johann Christoph Friedrich Baumgarten: Orthographische Vorlegeblätter und Uebungsstücke. Leipzig 1807; 10., neubearbeitete Auflage 1847.
- Alfred Blaschko-Cziszewski: Deutsch mal so – mal so. Richtig schreiben. Eine lesens- und beachtenswerte Rechtschreiblehre in 12 Briefen für jedermann. Berlin 1946.
- Max Essner: Richtig schreiben – deutsches Rechtschreibebuch mit Wörterverzeichnis. Berlin 1956.
- Hieronymus Freyer: Anweisung zur Teutschen Orthographie. Halle 1722.
- Karl A. Gutmann, G. N. Marschall: Grundriss der deutschen Sprach- und Rechtschreiblehre. München 1875.
- Johann Christian August Heyse: Hülfsbuch zur Erlernung und Beförderung einer richtigen Deutschen Aussprache und Rechtschreibung. Hannover 1803.
- Friedrich Hoffmann: Die Gemeinübliche Deutsche Rechtschreibung. Peterwalden 1879.
- Thomas Hoffmann: Anweisung zur Orthographie. Leipzig 1725.
- Karl Klaunig: Regeln und Wörterverzeichnis für deutsche Rechtschreibung für den Gebrauch der Schüler und Schülerinnen der allgemeinen Bürger- und städtischen Realschule zu Leipzig. Leipzig 1857.
- Ernst Kuhl: Deutsche Rechtschreiblehre. Gotha 1878.
- Al. Knöppel: Sprach- und Rechtschreiblehre. Münster 1891.
- Joseph Lammertz: Vollständige Rechtschreiblehre. Paderborn 1905.
- Otto Lange: Deutsche Rechtschreiblehre mit einem Wörterverzeichniss. Berlin 1866.
- Heinrich Leineweber: Schülerbuch – ein Hilfsmittel für den Unterricht in der deutschen Satz-, Wort- und Rechtschreiblehre. Trier 1889.
- Karl Martens: Rechtschreibebuch – methodisches Lehr- und Übungsbuch für den Unterricht in der deutschen Rechtschreibung. Braunschweig 1888.
- Johann Burkhard Menke: Kurtzgefasste Allerneueste Unterweisung in der Rechtschreibe-Kunst. Frankfurt und Leipzig 1725.
- Paul Pelshenke: Rechtschreibung ist Lust – das andere Rechtschreibbuch. Darmstadt 1989.
- Günther Saalfeld: Katechismus der Rechtschreibung. Leipzig 1895.
- Waldemar Straube: Die Rechtschreibschule. Wiesbaden 1935.
- Theophilus (Pseudonym): Deutlicher Unterricht zur deutschen Orthographie. Frankfurt und Leipzig 1762.
- Heinrich Volck von Wertheim: Gantz neue und deutl. Anweisung zur Schreibe-Kunst. Chemnitz 1722.
- Johann Gottlieb Vorsatz: Anweisung zur Deutschen Rechtschreibung. Hildburghausen und Meiningen 1745.
- Joseph Wismayr: Grundsätze der hochdeutschen Sprache. Zweiter Teil Rechtschreiblehre. München 1796.
- Raimund Jakob Wurst: Sprachdenklehre für Volksschulen mit einem Anhang Von der Schriftsprache [§ 103 – § 115 Rechtschreibung (Orthographie)]. Reutlingen 1837.